# Сапсал
Сапсал — река в России, протекает по Башкортостану. Устье реки находится в 722 км по левому берегу реки Сакмара. Длина реки составляет 15 км.
До 1968 года в составе Темясовского сельсовета Баймакского района существовал бывший лесозаготовительный посёлок Сапсалбаш (баш., буквально — исток Сапсала), который находился на реке Сапсал в 43 км от г. Баймак и 12 км от центра сельсовета.

## Данные водного реестра
По данным государственного водного реестра России относится к Уральскому бассейновому округу, водохозяйственный участок реки — Сакмара от истока до впадения реки Большой Ик. Речной бассейн реки — Урал (российская часть бассейна).
Код объекта в государственном водном реестре — 12010000512112200004853.